# Debates presidenciales de Estados Unidos de 2016
Los debates presidenciales de Estados Unidos de 2016 son una serie de debates electorales ocurridos durante las elecciones presidenciales de Estados Unidos de 2016. La Comisión de Debates Presidenciales (CPD, por sus siglas en inglés), organización bipartidista formada en 1987, coordina los debates entre los principales candidatos presidenciales.
El primer debate presidencial de las elecciones de 2016 ocurrió el 26 de septiembre de 2016, y estableció el récord del debate más visto en la historia de Estados Unidos, con 84 millones de espectadores. El único debate vicepresidencial ocurrió el 4 de octubre. El segundo debate ocurrió el 9 de octubre de 2016. El tercer y último debate ocurrió el miércoles, 19 de octubre, y enfrentó a la candidata del Partido Demócrata Hillary Clinton y al candidato del Partido Republicano Donald Trump. Todos los debates fueron programados para el horario de 9pm a 10:30pm EDT.
Los debates del CPD ocurren en auditorios de universidades en Estados Unidos. Los moderadores de los debates fueron anunciados el 2 de septiembre de 2016. Lester Holt moderó el primer debate, mientras que Martha Raddatz y Anderson Cooper co-moderaron el segundo debate. Chris Wallace moderó el tercer y último debate del 19 de octubre. Elaine Quijano moderó el debate vicepresidencial. 

## Criterios de participación
El CPD tiene tres criterios para que un candidato sea incluido en el debate: 
1. Eligibilidad constitucional para ser presidente de Estados Unidos.
2. Aparecer en suficientes balotas de votación para alcanzar los 270 votos electorales del sistema electoral estadounidense, necesarios para ser elegido presidente.
3. Tener un promedio de al menos 15% en cinco encuestas nacionales seleccionadas.

Cuatro candidatos cumplen con los dos primeros criterios: la candidata demócrata Hillary Clinton, el candidato republicano Donald Trump, la candidata del Partido Verde Jill Stein y el candidato Libertario Gary Johnson. Sin embargo, sólo Clinton y Trump satisfacen el tercer criterio de superar el 15% en cinco encuestas nacionales seleccionads. Por esta razón, fueron los únicos en aparecer en los debates.

## Debates
Todos los debates están programados para el horario de 9pm a 10:30pm EDT.
| 1 | 26 de septiembre de 2016 | Universidad Hofstra                | Hempstead, New York      | Lester Holt                    | P             | P             | N             | N             | N             | N             | N             | N             | N             | N             |               |               |               |
| 2 | 9 de octubre de 2016     | Washington University in St. Louis | San Luis, Misuri         | Martha Raddatz Anderson Cooper | P             | P             | N             | N             | N             | N             | N             | N             | N             | N             |               |               |               |
| 3 | 19 de octubre de 2016    | University of Nevada, Las Vegas    | Paradise, Nevada         | Chris Wallace                  | P             | P             | N             | N             | N             | N             | N             | N             | N             | N             |               |               |               |
| 4 | 25 de octubre de 2016    | University of Colorado, Boulder    | Boulder, Colorado        | TBD                            |               |               |               |               |               |               |               |               |               |               |               |               |               |
| Debate Vicepresidencial de Estados Unidos de 2016 |                          |                                    |                          |                                |               |               |               |               |               |               |               |               |               |               |               |               |               |
| N° | Fecha/Hora               | Auditorio                          | Ubicación                | Moderador(es)                  | Participantes | Participantes | Participantes | Participantes | Participantes | Participantes | Participantes | Participantes | Participantes | Participantes | Participantes | Participantes | Participantes |
| Participante No invitado | Participante No invitado | Participante No invitado           | Participante No invitado | Participante No invitado       | Demócrata     | Republicano   | Libertario    | Verde         | Constitución  | Reforma       | PSL           | Independiente | SWP           | Independiente |               |               |               |
| Participante No invitado | Participante No invitado | Participante No invitado           | Participante No invitado | Participante No invitado       | Tim Kaine     | Mike Pence    | William Weld  | Ajamu Baraka  | Bradley       | Steinberg     | Puryear       | Finn          | Hart          | Leamer        |               |               |               |
| 1 | 4 de octubre de 2016     | Longwood University                | Farmville, Virginia      | Elaine Quijano                 | P             | P             | N             | N             | N             | N             | N             | N             | N             | N             |               |               |               |
| #F7E7CE = Oficialmente sancionado y patrocinado por la Comisión de Debates Presidenciales lightblue = Oficialmente sancionado y patrocinado por la Fundación Free & Equal Elections |                          |                                    |                          |                                |               |               |               |               |               |               |               |               |               |               |               |               |               |

### Primer debate presidencial
Estas encuestas realizadas antes del 16 de septiembre de 2016, la fecha límite de inclusión para el primer debate presidencial y el único debate vicepresidencial.
| Encuesta                         | Fecha                     | Hillary Clinton Tim Kaine Demócrata | Donald Trump Mike Pence Republicano | Gary Johnson William Weld Libertario | Jill Stein Ajamu Baraka Verde |
| -------------------------------- | ------------------------- | ----------------------------------- | ----------------------------------- | ------------------------------------ | ----------------------------- |
| ABC/Washington Post              | September 5–8             | 46%                                 | 41%                                 | 9%                                   | 2%                            |
| CBS/New York Times               | September 9–13            | 42%                                 | 42%                                 | 8%                                   | 4%                            |
| CNN/Opinion Research Corporation | September 1–4             | 43%                                 | 45%                                 | 7%                                   | 2%                            |
| Fox News                         | Septiembre 11–14          | 41%                                 | 40%                                 | 8%                                   | 3%                            |
| NBC/Wall Street Journal          | 31 de julio – 3 de agosto | 43%                                 | 34%                                 | 10%                                  | 5%                            |
| Promedio                         | Julio 31 – Septiembre 14  | 43%                                 | 40.4%                               | 8.4%                                 | 3.2%                          |

### Segundo debate presidencial
Estas encuestas realizadas luego del primer debate, y antes del 4 de octubre de 2016, la fecha límite de inclusión para el segundo debate presidencial.
| Encuesta                         | Fecha                           | Hillary Clinton Demócrata | Donald Trump Republicano | Gary Johnson Libertario | Jill Stein Verde |
| -------------------------------- | ------------------------------- | ------------------------- | ------------------------ | ----------------------- | ---------------- |
| ABC/Washington Post              | Septiembre 19–22                | 46%                       | 44%                      | 5%                      | 1%               |
| CBS/New York Times               | 28 de septiembre – 2 de octubre | 45%                       | 41%                      | 8%                      | 3%               |
| CNN/Opinion Research Corporation | 28 de septiembre – 2 de octubre | 47%                       | 42%                      | 7%                      | 2%               |
| Fox News                         | Septiembre 27–29                | 43%                       | 40%                      | 8%                      | 4%               |
| NBC/Wall Street Journal          | Septiembre 16–19                | 43%                       | 37%                      | 9%                      | 2%               |
| Average                          | Septiembre 16 – Octubre 2       | 44.8%                     | 40.8%                    | 7.4%                    | 2.6%             |